# Campsicnemus bellulus
Campsicnemus bellulus är en tvåvingeart som beskrevs av Van Duzee 1933. Campsicnemus bellulus ingår i släktet Campsicnemus och familjen styltflugor. Inga underarter finns listade i Catalogue of Life.